# Gyula ostroma (1529–30)
A gyulai vár ostroma 1529. július 17-étől 1530. március 16-áig tartott. A várat a váradi püspök Czibak Imre ostromolta, és Habsburg-párti katonák védték. Habár az ostrom a magyar belháború leghosszabb ütközetének számít, de a vár körül nem voltak nagy összecsapások, sőt az ostromban egy több mint két hónapos szünet állt be időközben.

## Előzmények
Szapolyai János és I. Ferdinánd osztrák főherceg megválasztását követően indultak el a harcok Magyarország területén a két király hívei között, mely polgárháborús időszakot ide-oda pártolások, árulások és török intervenciók jellemeztek. A főurak és az egyes földesurak közötti évek óta feszülő ellentétek és a hadiszerencse alakulásai is meghatározták a pártoskodásokat.
Jól példázzák ezt a zűrzavaros eseményt a Békés vármegyei Gyula vidékén lezajlott események. A vidék Brandenburgi György őrgróf tulajdonában volt, aki Habsburg Ferdinándhoz pártolt. A térséget 1526 és 1527 között a délvidéki szerbek felkelő csapatai pusztították, akik az osztrákoknak esküdtek hűséget, ennek ellenére György jobbágyai és a területen maradt katonasága végig harcolt Czibak Imre és Perényi Péter erdélyi vajda oldalán a felkelők ellen, melynek közvetlen oka a szerbek kegyetlenkedései és fosztogatásai.
Gyula várának katonái tartottak Szapolyai várható támadásától, ezért igyekeztek megerősíteni magukat és állandó készenlétben voltak. Miután György parancsba adta birtokának, hogy álljanak Ferdinánd mellé, Gyula és a legtöbb vár Világos, Zaránd, Borosjenő, Dézna és Pankota ezt megtették, s Gyula városának tisztjei pedig lefoglalták a herceg számára az adókat, s a zarándi dézsmát, amely kiváltotta Erdődi Simon haragját, ezért egyházi tilalom alá vette a környéket.

A környéken a harcok tovább tomboltak a szerbekkel, ezúttal a János pártján állókkal, akiket Lippára telepítettek annak idején. Később ezek számát mások is gyarapították, akik a szinai csatából, Szapolyai megvert seregéből menekültek el.

A szerbek 1527 októberében megsarcolták Simánd mezővárosát, majd 1528 márciusában megerősített állásokat alakítottak ki Lippán.
Közben Gyulán a tisztek tartottak attól, hogy Czibak esetleg megtámadja őket, ezért bezárkóztak a várba. Lippa a Habsburg-párti Török Bálint által vezetett ostroma eközben kudarcba fulladt és a Gyula körüli várak Jenő, Pankota, Solymos, Csálya, Csanád, Csaba visszaálltak János oldalára. Ekkor Czibak elhatározta, hogy elfoglalja a várat.

## Az ostrom
Czibak serege 1529. július 17-én vonta blokád alá Gyula várát. A városi polgárság rögvest átállt az oldalára és segítettek az ostromművek kiépítésében. A püspök nem is annyira rohammal, mindinkább kiéheztetéssel akarta megadásra bírni a várat.

Az erősséget a horvát Sadobrics Péter várnagy védte 15  magyar és 37 cseh katona élén, kiegészítve még néhány fegyveres polgárral.
Czibak az ostrom első napján felgyújtotta a huszárvárat és július 20-án a várárkot tápláló Körös folyó csatornáját is elrekesztette, s az utánpótlást is elvágta. A szorosan körbefogott vár az újévig állta az ostromot, de nem kapott erősítést. Sadobrics szűkös helyzetében tárgyalni kezdett Czibakkal és ennek eredményeképp 75 napra felfüggesztették az ostromzárat. A foglyokat kiengedték és a katonaság élelmiszerhez jutott, sőt ellátogathatott az ellenség táborába, ahol nem kezdeményezhettek verekedést.

Sadobrics az időt arra próbálta felhasználni, hogy valahonnét felmentő sereget szerezzék, de mivel nem sikerült és március 16-án lejárt a tűzszünet, ezért kénytelen volt a várat átadni Czibaknak. A megadásért Czibak visszaadta neki a még 1527-ben elvett váradi kanonokságot.

## A következmények
Békés egész területe Ferdinánd kezébe jutott, aminek élére a herceg Simay Mihályt alispánt állította. Simayt a háború kezdetén a helyi Szapolyai-párti nemesség űzte el, mert ő Ferdinánd mellé állt. Ezután Oláh János helyi polgár, Ferdinánd leghűségesebb gyulai híve is a János-pártiak táborába állt, viszont tovább intézett bizonyos ügyeket György gróffal, akinek vajdahunyadi várát is elfoglalta a váradi püspök, majd Gyulát és Világost a maga birtokához kötötte. A birtokokat (Vajdahunyad kivételével) halála után Török Bálint kapta meg, aki elállt Ferdinándtól.